# أندريس باسكوال
أندريس باسكوال (بالإسبانية: Andrés Pascual)‏ هو كاتب إسباني، ولد في 1969 في لوغرونيو في إسبانيا.

## وصلات خارجية
- الموقع الرسمي